# 부활 (밴드)
부활(Boohwal)은 대한민국의 록 밴드이다.
기타리스트 김태원이 이끄는 부활은 1980년대 후반 백두산, 시나위, H
2O 등과 함께 대한민국 그룹 사운드 유행을 주도했다. 3집 이후 록보다는 가요의 문법을 더 따랐다.

## 결성 및 활동

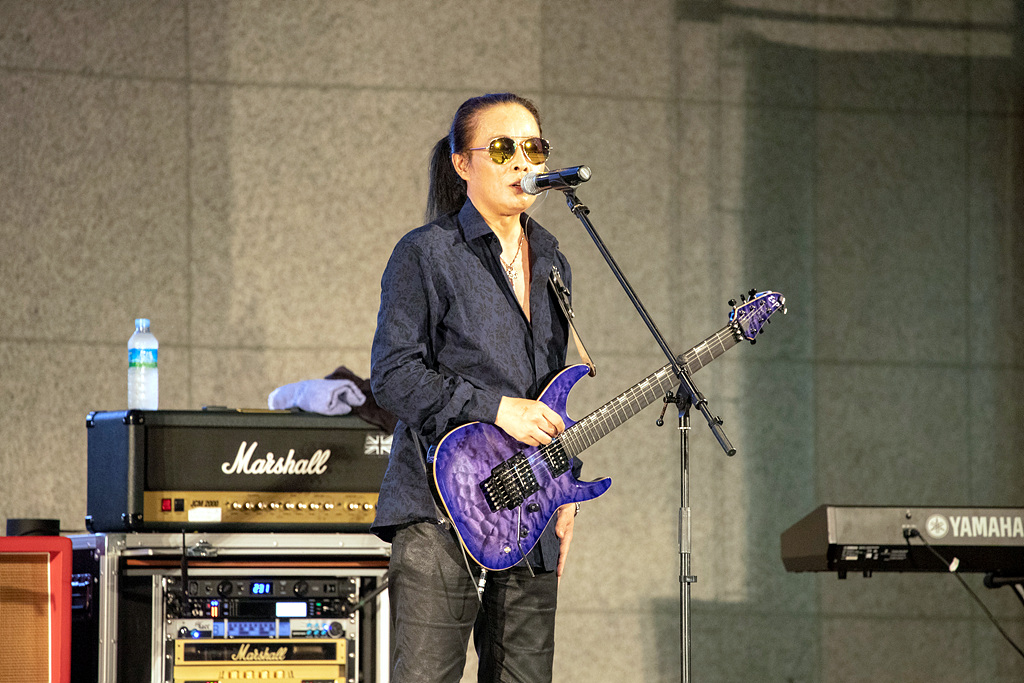

김태원·이태윤이 이루던 디 엔드(The End)는 언더그라운드에서 좋은 반응을 얻고 있었다. 보컬과 베이스는 이태윤이 맡았다. 김태원은 검은진주라는 그룹의 김종서를 보컬로 맞아 부활로 개명하였다. 김종서가 음악적 견해로 탈퇴하자 김태원은 친분이 있던 이승철에게 새로운 가수를 알아보라고 시켰으나 마땅한 사람이 없었다. 결국 이승철이 노래를 맡게 되어 1985년 7월 3일 부활이 결성되었다. 이승철이 합류하기 전 이미 이름이 디 엔드에서 부활로 바뀌었으나 부활이라는 이름으로 음반을 낸 것은 이승철이 합류한 후이다.
졸업 후 3대 기타리스트로 명성을 떨치던 김태원은 소문이 자자하던 김도균의 활동을 지켜보고 큰 감명을 받게 된다. 한편 강남에서는 신중현의 아들 신대철의 명성이 자자했다. 1985년 신대철의 시나위와, 부활의 김태원은 서로 같은 무대에서 대결을 한적이 있다. 부활은 게리 무어 스타일의 음악을 했고, 시나위는 오지 오스본 같은 메탈 음악을 했는데, 부활은 악기의 수준이나 퍼포먼스 등에서 시나위에 큰 패배감을 느끼게 되고 김태원은 기타실력보다는 작곡으로 가야겠다는 생각을 하게 되고 음악적 변화를 겪는다. 1986년 부활, 백두산, 시나위가 모두 앨범을 냈으나, 백두산과 시나위는 메탈을 추구하고, 부활은 부드러운 발라드 성향의 음악을 하면서 다른 길을 걷는다.
부활과 활동해왔던 김종서는 1986년 탈퇴를 하여 시나위로 들어가 큰 성공을 하지만, 부활은 어려움을 겪게 된다. 곧 새로운 보컬 이승철을 영입했는데 이승철의 외모가 록커답지 않게 곱상하다는 이유로 다른 멤버들이 반대하면서 영입에 어려움을 겪기도 했다. 김태원은 당시 김수철의 바이브레이션을 좋아했는데 이승철이 그와 비슷한 느낌을 갖고 있었기 때문에 이승철 영입을 강력히 추진했고 이승철을 영입한 부활은 1986년 <희야>, <비와 당신의 이야기>등으로 30만장 이상의 음반판매량을 기록하며 처음으로 크게 성공했다.
그러나 영광도 잠시, 1987년 2집 판매량은 대박을 쳤으나 대마초 사건으로 인해 2집 앨범활동은 실패했다. 김태원은 "많은 인기를 얻어 자만심 때문에 대마초에 더 빠져들었다"라고 고백했다. 그리고 이승철도 솔로로 활동하게 됐다.
그렇게 부활은 계속 활동해오던 중 1993년 보컬이 공석이 된 상황에서 김재기를 만나게 된다. 김태원의 초등학교 동창인 목사가 "불광동에 누군가 올 것"을 예견한 다음 날 김재기가 오디션을 보기 위해 부활 녹음실에 들어왔다. 김재기는 이어 Nazareth의 <Love hurts>를 한 번 불렀고 그의 실력에 감탄한 김태원은 바로 영입을 하게 된다. 그러나 김재기는 3집 앨범 녹음중 불의의 교통사고로 사망했다. 이때 연습삼아서 단 한 번 불렀던 <사랑할수록>이 녹음되어 있었고 이를 그대로 앨범에 넣게 된다. 김태원은 "한 번에 녹음을 끝내는 사람은 김재기와 이소라밖에 본 적이 없다"면서 그의 실력을 극찬했다.
정준교·김성태 그리고 김재기의 동생 김재희와 함께 음반을 완성하고 부활 3집이 발표되었다. 김재기가 참여한 <사랑할수록>이 포함된 앨범은 100만장 이상의 판매고를 올리며 큰 인기를 얻었다.
이후 1997년 박완규가 부른 5집 <론리 나이트>의 인기를 끝으로 부활은 또 다시 침체기에 빠져든다.
어려움에 빠져있던 부활 김태원에게 2001년 이승철에게 결합 제의가 들어오고 14년만인 2002년 다시 재회하여 <네버 엔딩 스토리>로 또 다시 큰 인기를 얻게 되고 김태원은 KBS 가요대상 작사·작곡상을 수상하며 명예도 얻는다. 훗날 김태원은 "이승철을 빼고서는 부활을 이야기 할 수 없다", "부활이 없으면 이승철도 없다"며 서로의 영향력을 인정했다.
7집에서는 김태원을 제외한 모든 구성원이 교체되기도 하였다.

## 구성원

### 현재 구성원
- 박완규 - 보컬
- 김태원 - 기타, 리더
- 최우제 - 베이스
- 채제민 - 드럼
- 장지원(객원) - 건반

### 이전 구성원
- 기타 : 이지웅
- 드럼 : 황태순 - 김성태 - 정동철 - 채제민 - 김관진
- 베이스 :  이태윤 - 김병찬 - 정준교 - 서재혁 - 이윤종(객원)
- 보컬 : 김종서 - 이승철 - 김재기 - 김재희 - 박완규 - 김기연 - 이성욱 - 이승철(객원)  - 정단 - 정동하 - 김동명
- 건반 - 서영진 - 최태완(객원) - 최승찬 - 엄수한

### 시대별 구성
| 이름      | 연도      | 보컬          | 기타          | 베이스       | 드럼   | 키보드       | 앨범                                                      |
| --------- | --------- | ------------- | ------------- | ------------ | ------ | ------------ | --------------------------------------------------------- |
| 디 엔드   | 1984      | 이태윤        | 이지웅 김태원 | 이태윤       | 황태순 | -            | -                                                         |
| 부활 1기  | 1985      | 김종서        | 이지웅 김태원 | 이태윤       | 황태순 | -            | -                                                         |
| 부활 2기  | 1985~1987 | 이승철        | 이지웅 김태원 | 김병찬       | 황태순 | -            | 1집 'Rock Will Never Die'                                 |
| 부활 2기  | 1985~1987 | 이승철        | 김태원        | 정준교       | 김성태 | 서영진       | 2집 'Remember'                                            |
| 게임      | 1990      | 신성우 홍성석 | 김태원        | 황길상       | 황태순 | 이현주       | 1집 'Existence'                                           |
| 부활 3기  | 1992~1993 | 김재기        | 김태원        | 정준교       | 김성태 | 최태완(객원) | 3집 '기억상실'                                            |
| 부활 4기  | 1993~1995 | 김재희        | 김태원        | 정준교       | 김성태 | 최승찬(객원) | 4집 '잡념에 관하여'                                       |
| 부활 5기  | 1995~1998 | 박완규        | 김태원        | 정준교       | 정동철 | 최승찬(객원) | 5집 '불의 발견'                                           |
| 부활 6기  | 1998~1999 | 김기연        | 김태원        | 정준교       | 채제민 | 최승찬       | 6집 '이상(理想) 시선'                                     |
| 부활 7기  | 1999~2002 | 이성욱        | 김태원        | 서재혁       | 김관진 | 엄수한       | 7집 'Color'                                               |
| 부활 8기  | 2002~2003 | 이승철(객원)  | 김태원        | 서재혁       | 채제민 | 엄수한       | 8집 '새, 벽'                                              |
| 부활 9기  | 2003~2004 | 정단          | 김태원        | 서재혁       | 채제민 | 엄수한       | 9집 'Over the Rainbow'                                    |
| 부활 10기 | 2005~2009 | 정동하        | 김태원        | 서재혁       | 채제민 | 엄수한       | 10집 '서정' 11집 '사랑'                                   |
| 부활 11기 | 2009~2014 | 정동하        | 김태원        | 서재혁       | 채제민 | 장지원(객원) | 12집 'Retrospect' 12집 'Retrospect II' 13집 'Purple Wave' |
| 부활 12기 | 2014~2019 | 김동명        | 김태원        | 서재혁       | 채제민 | 장지원(객원) | 싱글 '사랑하고 있다' 싱글 '꽃'                            |
| 부활 12기 | 2014~2019 | 김동명        | 김태원        | 이윤종(객원) | 채제민 | 장지원(객원) | -                                                         |
| 부활 13기 | 2019~     | 박완규        | 김태원        | 이윤종(객원) | 채제민 | 장지원(객원) | 싱글 '그림'                                               |
| 부활 13기 | 2019~     | 박완규        | 김태원        | 최우제       | 채제민 | 장지원(객원) | 싱글 '꽃' 14집 (예정)                                     |

## 음반 목록

### 정규 앨범
- 1986년 - 1집 Rock Will Never Die
- 1987년 - 2집 Remember
- 1993년 - 3집 기억상실
- 1995년 - 4집 잡념에 관하여
- 1997년 - 5집 불의 발견
- 1999년 - 6집 이상(理想) 시선
- 2000년 - 7집 Color
- 2002년 - 8집 새, 벽
- 2003년 - 9집 Over The Rainbow
- 2005년 - 10집 서정(抒情)
- 2006년 - 11집 사랑
- 2009년 - 12집 Part 1 '25th Anniversary: Retrospect'
- 2010년 - 12집 Part 2 '25th Anniversary: Retrospect II'
- 2012년 - 13집 Purple Wave

### 기타 앨범
- Collaboration Project +1 비밀 : 스페셜 보컬 박완규
- Collaboration Project +2 누구나 사랑을 한다 : 정동하, 스페셜 보컬 (박완규, 이성욱, 정단)
- Collaboration Project +3 이별에서 영원으로  : 스페셜 보컬 윤시내

## CF
- 1988년 오리엔트 자가포커스
- 1988년 해태htb 보리텐
- 2003년 위드콤 컬러링700-0007
- 2011년 STL

## TV
- 2010년 KBS 드라마 스페셜 연작시리즈 1탄 《락 락 락》(락 ROCK 樂)

## 수상
- 2009 Mnet Asian Music Awards 록 음악상 수상
- 2009 대한민국문화연예대상 가요 부문 10대 가수상 수상

### 가요 프로그램 1위
| 연도            | 수상 내역 (총 14회) |
| --------------- | --- |
| 1994년 (총 7회) | - 사랑할수록 (총 3회) - 7월 31일 SBS 《TV가요20》 1위 - 8월 31일 KBS 《가요톱텐》 1위 - 9월 7일 KBS 《가요톱텐》 1위 (2주 연속) |
| 2003년 (총 7회) | - Never Ending Story (총 7회) - 1월 3일 KMTV 《쇼 뮤직탱크》 1위 - 1월 10일 KMTV 《쇼 뮤직탱크》 1위 (2주 연속) - 1월 12일 SBS 《인기가요》 1위 - 1월 17일 KMTV 《쇼 뮤직탱크》 1위 (3주 연속) - 1월 19일 SBS 《인기가요》 1위 (2주 연속) - 1월 24일 KMTV 《쇼 뮤직탱크》 1위 (4주 연속) - 1월 31일 KMTV 《쇼 뮤직탱크》 1위 (5주 연속, 최강자) |

## 같이 보기
- 백두산 (밴드)
- 시나위 (밴드)
- H2O (대한민국의 밴드)